# Rio Mzumbe
Rio Mzumbe é um rio da África do Sul.